# Vanina Correa
Vanina Correa (ur. 14 sierpnia 1983 w Villa Gobernador Gálvez) – argentyńska piłkarka, grająca na pozycji bramkarza.

## Kariera piłkarska

### Kariera klubowa
Wychowanka Rosario Central, w barwach którego rozpoczęła karierę piłkarską. Potem występowała w klubach Banfield, Boca Juniors, Renato Cesarini, Social Lux i San Lorenzo. W 2020 wyjechała do Europy, gdzie podpisała kontrakt z Espanyol.

### Kariera reprezentacyjna
W 2003 debiutowała w narodowej reprezentacji Argentyny,

## Sukcesy i odznaczenia

### Sukcesy piłkarskie
Argentyna
- mistrz Copa América Femenino: 2006